# Tropidodryas serra
Tropidodryas serra — вид змій родини полозових (Colubridae). Ендемік Бразилії.

## Поширення і екологія
Tropidodryas serra поширені на сході Бразилії, від штату Ріу-Гранді-ду-Сул на північ до Баїї. Вони живуть в атлантичних лісах, на висоті до 400 м над рівнем моря. Ведуть напівдеревний, денний спосіб життя. Живляться земноводними, ящірками, птахами і дрібними ссавцями. Відкладають яйця.